# Lombard (Doubs)
Lombard település Franciaországban, Doubs megyében. Lakosainak száma 195 fő (2022. január 1.). Lombard Byans-sur-Doubs, Pessans, Quingey, Mesmay és Brères községekkel határos.

## Népesség
A település népességének változása:
| Lakosok száma | 145  | 146  | 132  | 208  | 214  | 198  | 190  | 188  | 191  | 195  |
|               | 1968 | 1982 | 1990 | 2006 | 2013 | 2015 | 2017 | 2019 | 2020 | 2022 |